# Pierre Trémintin

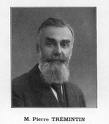
Pierre Trémintin

Pierre Trémintin, vollständiger Vorname Pierre Marie Jacques Nicolas, (* 5. Juni 1876 in Plouescat; † 22. Oktober 1966 Brest) war ein französischer Politiker. Er gehörte zu den 80 Abgeordneten, die sich 1940 den erweiterten Vollmachten für Philippe Pétain widersetzten.

## Leben
Pierre Trémintin wurde am 5. Juni 1876 in Plouescat als Sohn einer wohlhabenden Familie geboren. Er war der Großneffe des Seefahrers Yves Trémintin (1778–1862) von der Insel Batz. Er besuchte das Gymnasium von Lesneven und studierte anschließend Rechtswissenschaften. 1902 ließ er sich als Rechtsanwalt in Quimper nieder. Trémintin wurde 1957 als Mitglied der bretonischen Kulturstiftung erwähnt.

## Politik

### 3. Republik
Pierre Trémintin engagierte sich schon früh in der Politik. Er schloss sich 1902 Marc Sangniers Le Sillon und später der Parti démocrate populaire an. 1904 wurde er zum ersten Mal in den Generalrat des Kantons Plouescat gewählt. Damit war er das jüngste Mitglied der Departementsversammlung. Ab 1912 war er Bürgermeister von Plouescat; das Amt hatte er bis 1966 inne. In den 1920er Jahren leitete Pierre Trémintin die Fédération des républicains démocrates du Finistère (Föderation der Republikanischen Demokraten des Finistère), eine katholische Partei, die sich der Republik anschloss und 1926 in der Parti démocrate populaire aufging.
Nachdem er bei den Parlamentswahlen 1919 noch geschlagen wurde, zog er bei allen folgenden Wahlen der Dritten Republik in die Abgeordnetenkammer ein. Als Abgeordneter der Demokratischen Fraktion wurde er später Sprecher der Démocratie Populaire (Volksdemokratie) und unterstützte die Politik von Präsident Raymond Poincaré zu Beginn seiner Amtszeit. Er verfasste rund 60 Gesetzesvorschläge und setzte sich insbesondere für die Belange des ländlichen Raums, die Lebensbedingungen der Arbeiter, die Sozialversicherung, das Kindergeld, den Bretonischunterricht an den Schulen und die Gründung des Völkerbundes ein. Er forderte konsequent ein regionales Listenwahlrecht in Verbindung mit einem vollständigen Verhältniswahlrecht.

### Juli 1940
Während die Nationalversammlung in Vichy tagte, schlug er in der Sitzung des Ausschusses für allgemeine Wahlen am 9. Juli 1940 einen Änderungsantrag zur Ergänzung des Textes über die Revision der Verfassungsgesetze vor, der wie folgt lautete: „Die Abgeordnetenkammer erklärt, dass die Verfassungsgesetze in republikanischer Form überarbeitet werden müssen.“ Trémintin bezog sich dabei auf den 8. Artikel des Verfassungsgesetzes von 1875, wie er in der Verfassungsänderung von 1884 festgelegt wurde: „Die republikanische Regierungsform kann nicht Gegenstand eines Revisionsvorschlags sein.“ Pierre Laval, einer der Hauptprotagonisten der Verfassungsänderung, wies dies mit der Begründung zurück, dass die republikanische Regierungsform nicht in Frage stehe. Tatsächlich beginnt der neue Verfassungstext so: „Die Nationalversammlung überträgt alle Gewalt auf die Regierung der Republik, die unter der Autorität des Marschalls Petain steht ...“
Am 10. Juli 1940 war er einer der 80 Parlamentarier („les quatre-vingts“), die gegen die Vollmachten für Marschall Pétain stimmten. Er verlor daraufhin für vier Jahre seinen Sitz im Generalrat, fand aber ab 1947 als Präsident der Vereinigung der Bürgermeister Frankreichs wieder Gehör.

### Nach dem Krieg

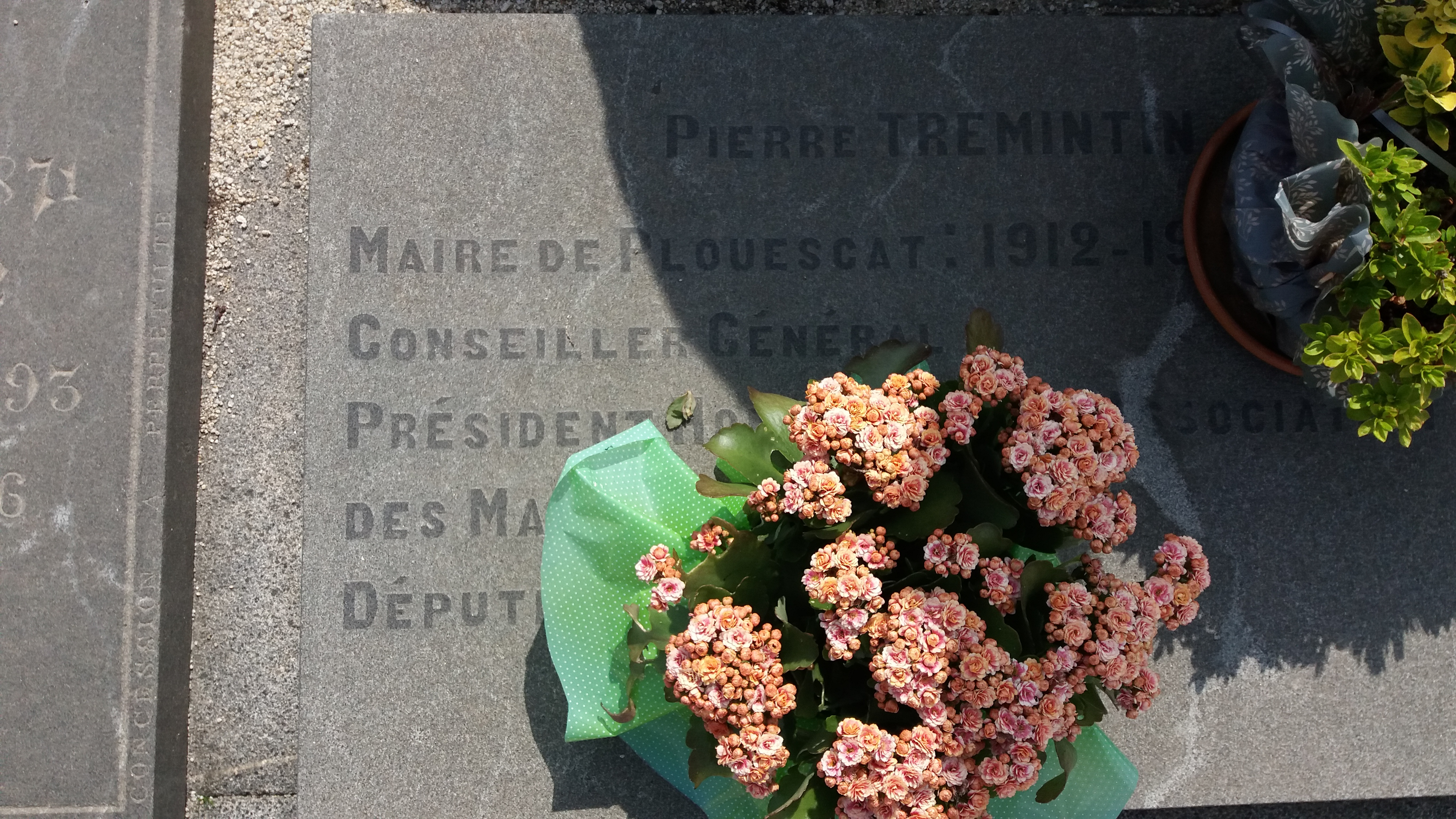
Grab Pierre Trémintins in Plouescat

In den Jahren 1944 und 1945 war er Delegierter in der Assemblée consultative provisoire (Provisorische Beratende Versammlung) und von 1946 bis 1948 wurde er von der Nationalversammlung zum Conseiller de la République gewählt. Dort vertrat er die Farben des Mouvement républicain populaire. 1948 unterlag er erstmals dem gaullistischen Kandidaten der RPF bei den Kantonalwahlen. Im Jahr 1954 wurde er jedoch auf seinem alten Sitz als Generalrat wiedergewählt. Seine Mandate als Bürgermeister und Generalrat von Plouescat übte er bis zu seinem Tod am 22. Oktober 1966 aus.

## Ehrungen
Trémintin war Ritter der Ehrenlegion. In verschiedenen Städten wie Morlaix und Quimper sind Straßen nach ihm benannt.